# Trường Đại học Đà Lạt
Trường Đại học Đà Lạt (tiếng Anh: Dalat University – DLU) là một trường đại học công lập tại Việt Nam, đào tạo đa ngành, đa lĩnh vực, cung cấp nguồn nhân lực trình độ cao về Khoa học tự nhiên và Công nghệ, Khoa học xã hội và Nhân văn, và Kinh tế; Là trung tâm nghiên cứu khoa học - chuyển giao công nghệ phục vụ sự phát triển kinh tế-xã hội và hội nhập quốc tế.
Với tiền thân là Viện Đại học Đà Lạt, Đại học Đà Lạt có thế mạnh đào tạo nhóm ngành luật học,công nghệ, sinh học, nông nghiệp và du lịch. Đồng thời cũng là trung tâm nghiên cứu khoa học và chuyển giao công nghệ lớn của Miền Trung Việt Nam.
Trường có khuôn viên nằm trên một đồi thông, phong cảnh được đánh giá thuộc nhóm đẹp nhất Đông Nam Á.

## Lịch sử

### Viện Đại học Đà Lạt
Từ Trường Thiếu Sinh Quân Hỗn hợp Âu Á (École d'Enfants de Troupe de DaLat – thành lập năm 1939) , Viện Đại học Đà Lạt ra đời năm 1957 và bắt đầu hoạt động từ năm 1958. Với mục tiêu trồng người, viện đại học mang tên Thụ Nhân dần dà hình thành nên năm phân khoa: Sư phạm, Văn khoa, Khoa học, Chính trị Kinh doanh, và Thần học.
Về học thuật, Viện Đại học Đà Lạt được biết đến với các chuyên ngành khoa học xã hội và nhân văn như Ngữ văn, Lịch sử, Triết học, Ngoại ngữ, và Trường Chính trị Kinh doanh (với hai phân khoa: Chính trị Xã hội và Quản trị Kinh doanh).
Về cảnh quan, khuôn viên Viện Đại học Đà Lạt tọa lạc trên một ngọn đồi rộng khoảng 38 ha  với 40 tòa nhà nằm rải rác dọc theo những con đường nhỏ quanh co uốn khúc trong rừng thông. Các tòa nhà được dùng làm giảng đường và cơ sở hành chính mang tên Thụ Nhân, Hội Hữu , Minh Thành, Tri Nhất, Thượng Chí, Đôn Hóa... với hàm ý giáo dục dẫn ý từ Tứ thư Ngũ kinh. Lúc ấy nhiều người xem Viện Đại học Đà Lạt là một trong những trường đại học đẹp nhất Đông Nam Á.

### Trường Đại học Đà Lạt

Phù hiệu
Đại học Đà Lạt

Thành lập vào tháng 10 năm 1976, và tuyển sinh từ năm học 1977-1978, Trường Đại học Đà Lạt là một trường đại học tổng hợp với mục tiêu đáp ứng nhu cầu giáo dục và phát triển kinh tế xã hội cho các tỉnh miền Trung và Nam Tây Nguyên và cho cả nước.
Kế thừa cơ sở vật chất, truyền thống và uy tín giáo dục từ Viện Đại học Đà Lạt, Trường Đại học Đà Lạt đầu tư cho mục tiêu phát triển, mở rộng và đa dạng hóa các chuyên ngành, cũng như thiết lập quan hệ với các đơn vị giáo dục đào tạo tại các nước Thái Lan, Nhật Bản, Hàn Quốc, Pháp, Đức, Úc, Mỹ.
Hiện nay, Trường Đại học Đà Lạt là "một trường đại học đa ngành, đa lĩnh vực, có quy mô đại học vùng với chỉ tiêu tuyển sinh hệ chính quy hàng năm khoảng hơn 3000 sinh viên, tổ chức đào tạo 32 ngành học ở nhiều bậc học (Tiến sĩ, Thạc sĩ; đại học; cao đẳng; trung học chuyên nghiệp)".
Kể từ mùa tuyển sinh 2012 trường Đại học Đà Lạt sẽ chính thức tuyển sinh ngành Kỹ thuật Hạt nhân. Trường đã được nhà nước, Bộ Giáo dục và Đào tạo giao nhiệm vụ trở thành một trong 5 trường đại học tại Việt Nam giữ trách nhiệm đào tạo nguồn nhân lực chất lượng cao trong lĩnh vực phóng xạ, hạt nhân cho đất nước.

## Chất lượng đào tạo

### Bảng xếp hạng
Theo bảng xếp hạng uniRank năm 2018, Đại học Đà Lạt là trường có thứ hạng cao nhất tại vùng Tây Nguyên, đứng thứ 10 tại miền Trung và đứng thứ 43 tại Việt Nam.
Còn theo bảng xếp hạng Webometrics năm 2019, Đại học Đà Lạt là trường có thứ hạng cao nhất tại vùng Tây Nguyên, đứng thứ 25 Việt Nam.

### Đội ngũ giảng viên
Tính đến năm học 2015, trường có 362 giảng viên. Trong đó có 8 phó giáo sư, 48 tiến sĩ, 230 thạc sĩ và 76 giảng viên có trình độ đại học.

### Cơ sở vật chất
Trường có tổng diện tích phòng học là 17.055 m2 với 81 phòng học. Thư viện trường diện tích 8.400 m2. Phòng thí nghiệm có diện tích 10.887 m2 với 44 phòng thí nghiệm chuyên dụng.

## Tổ chức

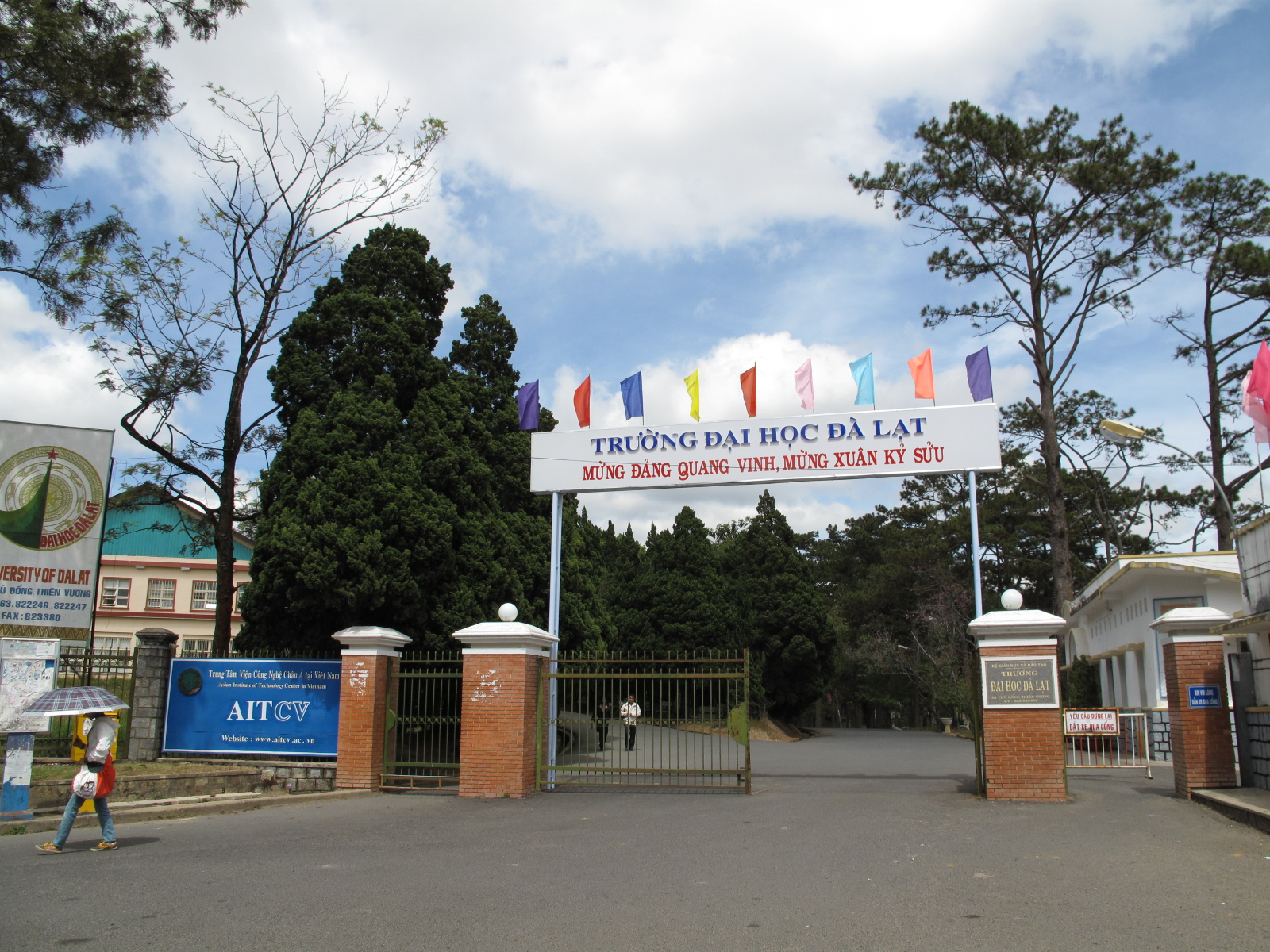
Cổng trường Đại học Đà Lạt

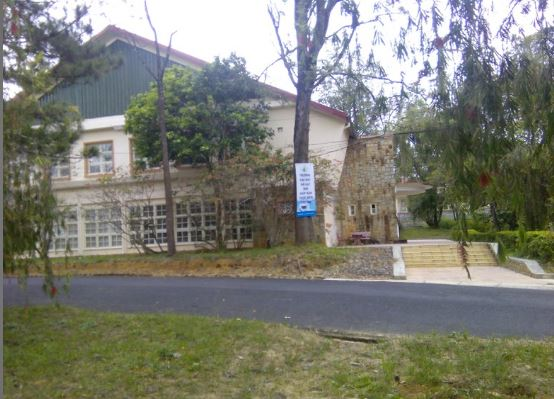
Giảng đường Minh Thành

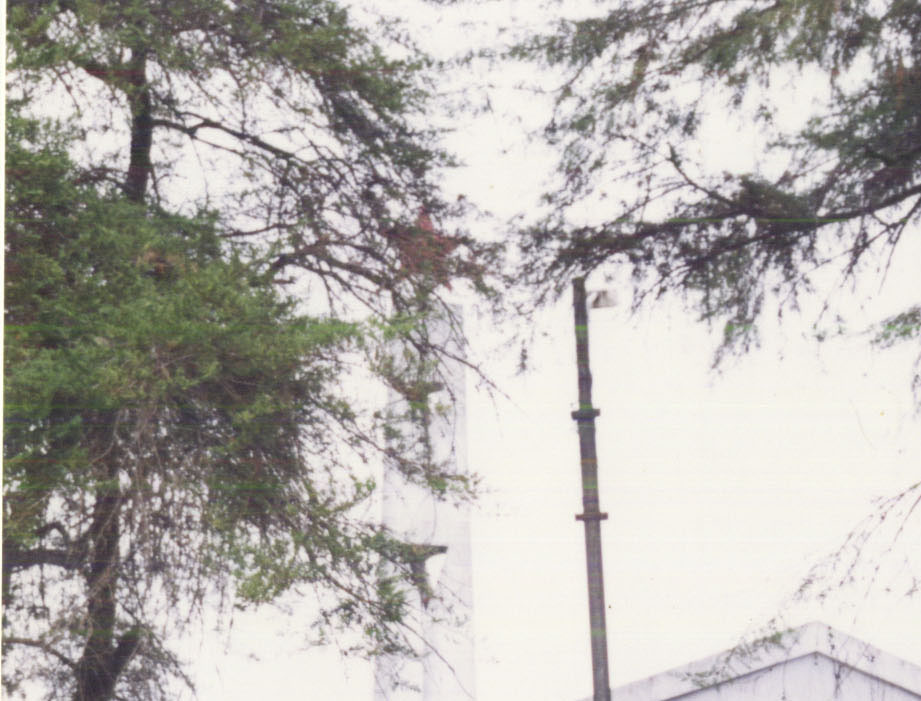
Cột sao của trường trong sương mờ

Trường hiện có 500 cán bộ công nhân viên chức, trong đó 317 là cán bộ giảng dạy, trình độ giảng viên đạt trình độ PGS, TS, ThS chiếm trên 64%. Đội ngũ cán bộ trường đã có nhiều năm kinh nghiệm trong giảng dạy và nghiên cứu khoa học, là hậu thuẫn vững chắc cho nhiều hoạt động chuyên môn của nhà trường.
Trường Đại học Đà Lạt là trung tâm giáo dục của khu vực Tây Nguyên, duyên hải Nam Trung Bộ và Đông Nam Bộ. Cơ sở vật chất của trường ngày càng được hoàn thiện và nâng cao. Trường có trung tâm thông tin thư viện hiện đại với diện tích hơn 8000m² với 1000 nốt kết nối mạng và Internet, thư viện điện tử, khu thí nghiệm liên hợp cao tầng, khu giảng đường cao tầng.

### Các khoa, ban
- Khoa Toán Tin
- Khoa Vật lý và Kỹ thuật Hạt nhân
- Khoa Hóa học và Môi trường
- Khoa Sinh học
- Khoa Ngữ văn và Lịch sử
- Khoa Ngoại ngữ
- Khoa Kinh tế - Quản trị Kinh doanh
- Khoa Du lịch
- Khoa Luật học
- Khoa Nông lâm
- Khoa Công nghệ thông tin
- Khoa Quốc tế học
- Khoa Xã hội học và Công tác xã hội
- Khoa Sư phạm
- Phòng Tổ chức - Hành chính
- Phòng Quản lý đào tạo
- Phòng Tài chính
- Phòng Cơ sở vật chất
- Phòng QLKH-HTQT
- Phòng Quản lý chất lượng
- Phòng QLĐT Sau đại học
- Phòng Thanh tra
- Phòng CT&CTSV
- Phòng Tạp chí và Truyền thông

### Các trung tâm trực thuộc
| - Thư viện | - Trung tâm Công nghệ thông tin - Trung tâm ngoại ngữ và đào tạo nguồn nhân lực - Trung tâm hỗ trợ khởi nghiệp |  |

## Tổ chức Đảng

### Tổ chức
- Đảng bộ Trường Đại học Đà Lạt là cao nhất
- Đảng bộ các Phòng ban/Trung tâm/Viện nghiên cứu/Khoa chuyên môn
- Chi bộ cơ sở các Tổ chuyên môn/Bộ môn

### Lãnh đạo hiện nay
1. Bí thư Đảng ủy, Hiệu trưởng: TS. Lê Minh Chiến
2. Phó Bí thư Đảng ủy, Chủ tịch Hội đồng trường: TS. Nguyễn Văn Vinh
3. Ủy viên BTV: ThS. Hoàng Việt Hậu - Chủ nhiệm Ủy ban Kiểm tra Đảng ủy
4. Đảng ủy viên: GVCC, PGS.TS Nguyễn Văn Kết - Phó Hiệu trưởng
5. Đảng ủy viên:PGS.TS. Nguyễn Tất Thắng
6. Đảng ủy viên: TS. Trần Hữu Duy
7. Đảng ủy viên: TS. Lê Thị Quỳnh Hảo
8. Đảng ủy viên: ThS. Trần Thống
9. Đảng ủy viên: ThS. Mai Minh Nhật

## Đào tạo

### Đại học
Các ngành, chuyên ngành đào tạo:
- Toán học
- Sư phạm Toán học
- Tin học
- Sư phạm Tin học
- Vật lý
- Sư phạm Vật lý
- Công nghệ Thông tin
- Công nghệ kỹ thuật Điện tử viễn thông
- Hóa học
- Sư phạm Hóa học
- Môi trường
- Quản trị kinh doanh
- Quản trị dịch vụ du lịch và lữ hành
- Kế toán
- Luật học
- Sinh học
- Sư phạm Sinh học
- Nông học
- Công nghệ sinh học
- Công nghệ Sau thu hoạch
- Xã hội học
- Văn hóa học
- Kỹ thuật Hạt Nhân
- Ngữ văn
- Sư phạm Ngữ văn
- Lịch sử
- Sư phạm Lịch sử
- Việt Nam học
- Công tác Xã hội – Phát triển cộng đồng
- Đông phương học (Hàn Quốc học, Nhật Bản học, Trung Quốc học)
- Quốc tế học
- Tiếng Anh
- Sư phạm Tiếng Anh

## Thành tích
- Huân chương lao động hạng nhất.
- Huân chương lao động hạng hai.
- Huân chương lao động hạng ba.
- Được tổ chức quốc tế BVQI trực thuộc Vương quốc Anh, chuyên cấp chứng nhận về quản lý ISO quốc tế đã trao bằng chứng nhận công nhận Trường Đại học Đà Lạt đạt tiêu chuẩn ISO 9001 - 2000 (27/10/2005).
- Năm 2006: Đại học Đà Lạt là một trong nhưng trường đại học đầu tiên ở Việt Nam được kiểm định chất lượng giáo dục đại học.
- Từ năm 2002 đến năm 2006: Nhận được bằng khen về công tác tuyển sinh.
- Năm 2009: Là một trong 20 trường đại học đầu tiên tại Việt Nam được kiểm định và đạt chất lượng giáo dục đại học..v.v.
- Năm 2012: Có tiết mục văn nghệ xuất sắc nhất miền Trung và nhất toàn quốc trong vòng loại SV 2012.

## Cựu sinh viên
Một số cựu sinh viên Đại học Đà Lạt đã thành danh trong những lĩnh vực khác nhau:
- Trương Thị Mai: Ủy viên Bộ Chính trị, Thường trực Ban Bí thư, Trưởng ban Tổ chức Trung ương
- Lê Cung Bắc, diễn viên, đạo diễn điện ảnh; cựu sinh viên Trường Chính trị Kinh doan
- Phạm Thùy Nhân, nhà biên kịch; cựu sinh viên Văn khoa.[14]
- Lê Văn Hiếu, Phó Toàn quyền tiểu bang Nam Úc, Úc;[15] cựu sinh viên Trường Chính trị Kinh doanh.
- Nguyễn Đức Quang, nhạc sĩ, sáng lập Phong trào Du ca Việt Nam; cựu sinh viên Trường Chính trị Kinh doanh.
- Nguyễn Anh Tuấn, nhà báo; cựu sinh viên Khoa Toán Tin.